# Třešňový Újezdec
Třešňový Újezdec je malá vesnice, část městyse Lhenice v okrese Prachatice v Jihočeském kraji. Nachází se asi tři kilometry jihovýchodně od Lhenic. Třešňový Újezdec je také název katastrálního území o rozloze 3,68 km².

## Historie
První písemná zmínka o vesnici pochází z roku 1300.

## Obyvatelstvo
| Rok            | 1869 | 1880 | 1890 | 1900 | 1910 | 1921 | 1930 | 1950 | 1961 | 1970 | 1980 | 1991 | 2001 | 2011 | 2021 |
| -------------- | ---- | ---- | ---- | ---- | ---- | ---- | ---- | ---- | ---- | ---- | ---- | ---- | ---- | ---- | ---- |
| Počet obyvatel | 175  | 195  | 164  | 183  | 184  | 203  | 171  | 131  | 109  | 103  | 93   | 72   | 35   | 50   | 54   |
| Počet domů     | 41   | 41   | 41   | 39   | 37   | 37   | 37   | 42   | 42   | 30   | 26   | 33   | 36   | 36   | 36   |

## Obecní správa
Při sčítání lidu v letech 1850–1899 Třešňový Újezdec byl osadou obce Vadkov v okrese Prachatice. V letech 1900–1963 byl 
samostatnou obcí v okrese Prachatice. Od roku 1964 je částí městyse Lhenice v okrese Prachatice. V letech 1900–1929 k obci patřila Vodice.

## Pamětihodnosti
- Kaple svatého Václava, na návsi
- Výklenková kaplička, u silnice směr Lhenice
- Usedlosti čp. 9, 18, 20, 21, 22
- Lípa v Třešňovém Újezdci, památný strom, na návsi
- Přírodní památka Koubovský rybník